# Концерт для віолончелі з оркестром (Дворжак)
Концерт для віолончелі сі мінор (Op. 104, B. 191) — останній сольний концерт Антоніна Дворжака. Написаний у 1894–95 роках для його друга, віолончеліста Гануша Вігана, однак уперше виконаний англійським віолончелістом Лео Стерном.

## Структура
Твір написаний для повного романтичного оркестру, що складається з двох флейт, двох гобоїв, двох кларнетів, двох фаготів, трьох валторн, двох труб, трьох тромбонів, туби, литаврів, трикутника (лише в останній частині) та струнних.
Має стандартний для концертів формат із трьох частин:
1. Allegro (сі мінор, далі сі мажор; близько 15 хвилин)
2. Adagio, ma non troppo (соль мажор; приблизно 12 хвилин)
3. Finale: Allegro moderato — Andante — Allegro vivo (сі мінор, далі сі мажор; приблизно 13 хвилин)

Загальна тривалість — близько 40 хвилин.